# Трио Гулд
Трио Гулд (англ. Gould Piano Trio) — британское фортепианное трио, выступающее с 1998 года. В составе — скрипачка Люси Гулд, виолончелистка Элис Нири и пианист Бенджамин Фрит.
Известно своими записями романтической музыки — прежде всего, произведений Феликса Мендельсона и Иоганнеса Брамса, а также Роберта Фукса. В то же время трио участвует в исполнении музыки XX века (ансамбли Оливье Мессиана, Джона Айрленда), исполняет сочинения современных британских композиторов (в том числе написанные по заказу ансамбля). Наиболее частым партнёром трио выступает муж его лидера Люси Гулд, кларнетист Роберт Плейн. Вместе трио и Плейн ежегодно проводят фестиваль камерной музыки в городке Корбридж.